# Banco de San Carlos
El Banco de San Carlos va ser una entitat bancària espanyola creada per Carles III el 2 de juny de 1782. Les seves funcions bàsiques consistien en: convertir els vals reals i descomptar efectes al 4%; contractar el subministrament militar amb una comissió del 10%, i pagar el deute exterior, amb un benefici de l'1%.
Es pretenia que el capital fos subscrit per particulars, però els inversors es van mostrar poc inclinats. Per això, es va obligar a comprar accions a funcionaris i institucions diverses.
El 1782 es va celebrar la primera junta, que va nomenar director a Francisco Cabarrús. Van ser emesos bitllets i es va intentar atreure dipòsits. El Banc va realitzar diverses inversions i el 1793 va obrir una oficina a París. El 1790, davant diverses irregularitats, Cabarrús va ser empresonat fins a la seva rehabilitació el 1796.
Durant la guerra del Francès, Cabarrús va romandre fidel a José I Bonaparte, mentre que altres gestors es van traslladar a Cadis. Reunificada la directiva el 1814, el Banc va allargar la seva existència, carregat de deutes, fins al 1829. El capital restant després de saldar-les es va destinar al nou Banco de San Fernando.